# Juan Arias Martínez
Juan Arias Martínez (Arboleas, Almería, 1932-Saquarema, Brasil, 22 de noviembre de 2024) fue un periodista, filólogo, exsacerdote y escritor español.

## Biografía
Ordenado sacerdote de los Misioneros del Sagrado Corazón, orden de la que llegó a ser Secretario General en Roma, Juan Arias realizó estudios universitarios de teología, filosofía, psicología, filología y lenguas semíticas en la Universidad de Roma.
Tras pedir dispensa a Pablo VI para dejar el ministerio sacerdotal, contrajo matrimonio a los veinte años de su secularización. Continuó con una gran actividad como escritor de temas religiosos y corresponsal de prensa hispánica en el Vaticano. Fue corresponsal de El País en Roma y el Vaticano. Sus primeras entrevistas para El País datan de 1977, y se extendieron hasta semanas antes de su muerte. Acompañó a san Juan Pablo II por todo el globo, escribiendo la crónica de sus viajes. Durante años fue corresponsal en Brasil. Se ocupó además de las relaciones de dicho diario español con las universidades y ha realizado tareas de Defensor del lector. Fue asimismo responsable de Babelia, el suplemento cultural del periódico.
Fue miembro del comité científico del Istituto Europeo di Design. Recibió la Cruz de Oficial de la Orden del Mérito Civil por el conjunto de su obra como periodista y escritor. En 1985, fue galardonado con el Premio Castiglione di Sicilia (premio concedido por el ayuntamiento de esa ciudad siciliana y de gran prestigio en Italia) al mejor corresponsal extranjero y el Premio a la Cultura del gobierno italiano.
En su trabajo como filólogo destacó su descubrimiento en la Biblioteca Vaticana del único códice existente escrito en arameo, dialecto que supuestamente habló Jesús de Nazaret, buscado desde hacía siglos.
Fue calificado por Ricardo de la Cierva como «un obseso antiwojtyliano».

## Obra
Es autor de varios libros que se han traducido a diferentes idiomas:
- 1969: El Dios en quien no creo[9]
- 1971: Devolvednos a Cristo[10]
- 1973: Oración desnuda[11]
- 1985: El enigma Wojtyla[12]
- 1996: Un Dios para el papa
- 1998: Un Dios para el 2000
- 1999: Paulo Coelho: Las confesiones del peregrino (Editorial Planeta). Traducido a 14 idiomas: alemán, checo, croata, español, francés, holandés, indonesio, inglés, italiano, japonés, polaco, portugués, rumano y ruso.[13]
- 2001: Jesús, ese gran desconocido[14]
- 2002: Las galletas profanadas de mi madre
- 2004: La Biblia y sus secretos
- 2005: María, esa gran desconocida[15]
- 2005: La Magdalena (Editorial Aguilar)
- 2007: La felicidad invisible. La espiritualidad como camino para acceder a ella (Maeva)
- 2008: Proyecto Esperanza (Editorial Aguilar)